# Титовка (река, впадает в Баренцево море)
Тито́вка (фин. Vaalesjoki) — река в Мурманской области. Длина реки 83 км. Площадь бассейна — 1320 км².
Река Титовка получила название по своему устью — одноимённой губе, которая ранее называлась Китовкой (Китовой губой). В Китовой губе, в свою очередь, часто на берег выбрасывало китов. Позже название губы трансформировалось из Китовки в Титовку.
Исток реки расположен на выходе из озера Кошкаявр, впадает в губу Титовка Мотовского залива Баренцева моря. Питание в основном снеговое. Крупнейший приток Валасйоки. Населённые пункты на реке: станция Титовка, Старая Титовка (нежил.), Новая Титовка (нежил.). По реке проходит большая часть границы между Печенгским и Кольским районами. В 1920—1944 годах по реке проходила государственная граница между Советским Союзом и Финляндией.

## Галерея

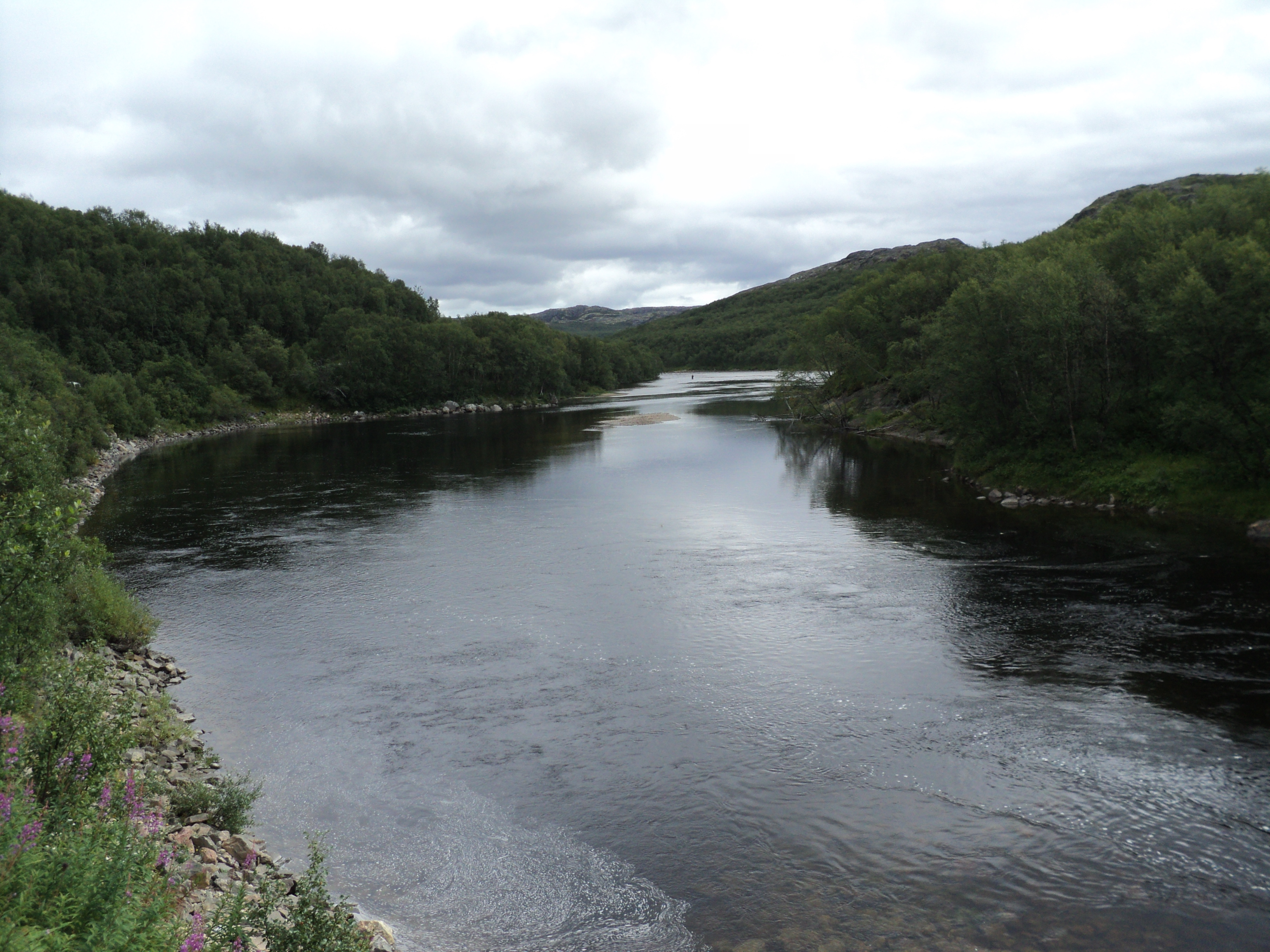
Река летом
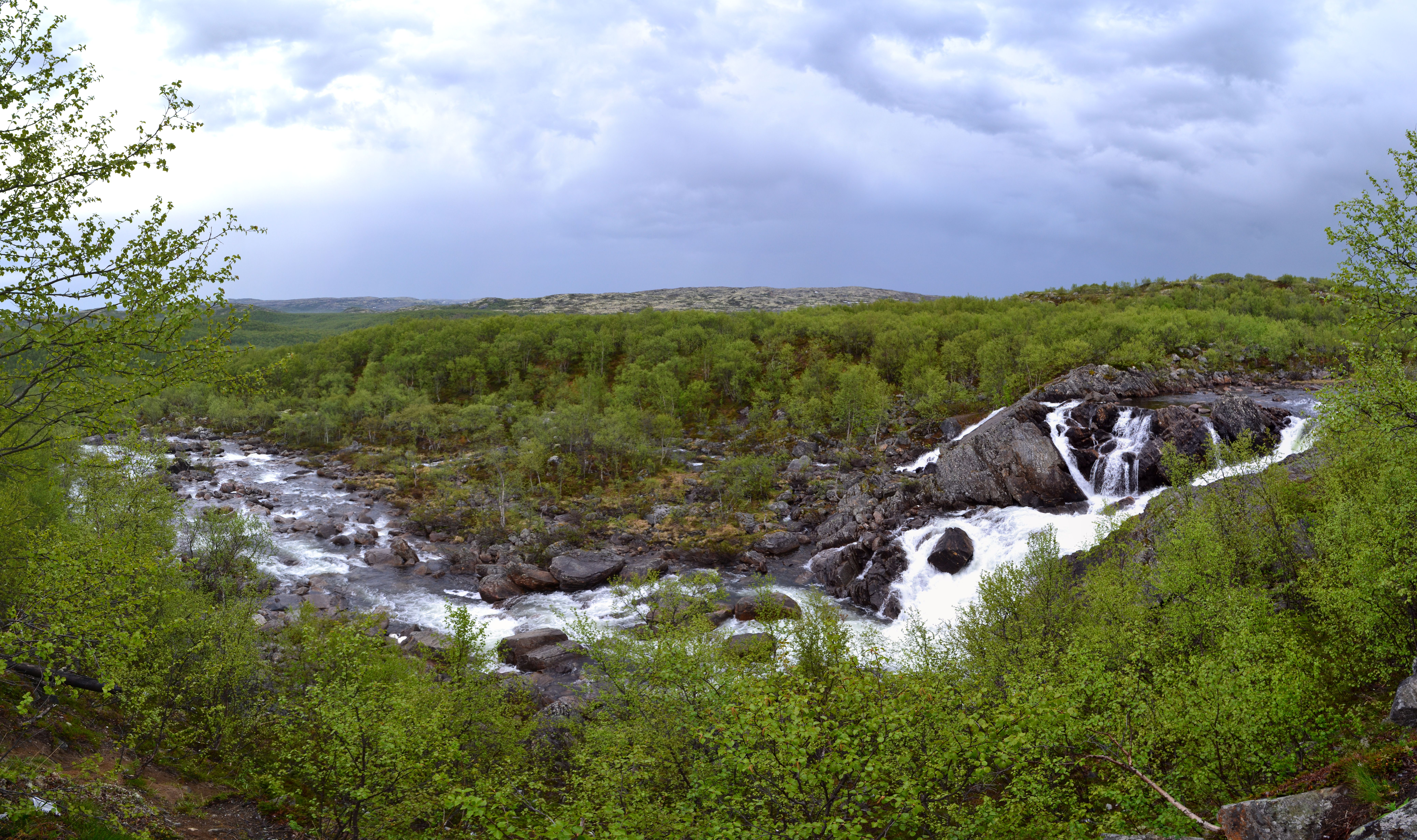
Водопад
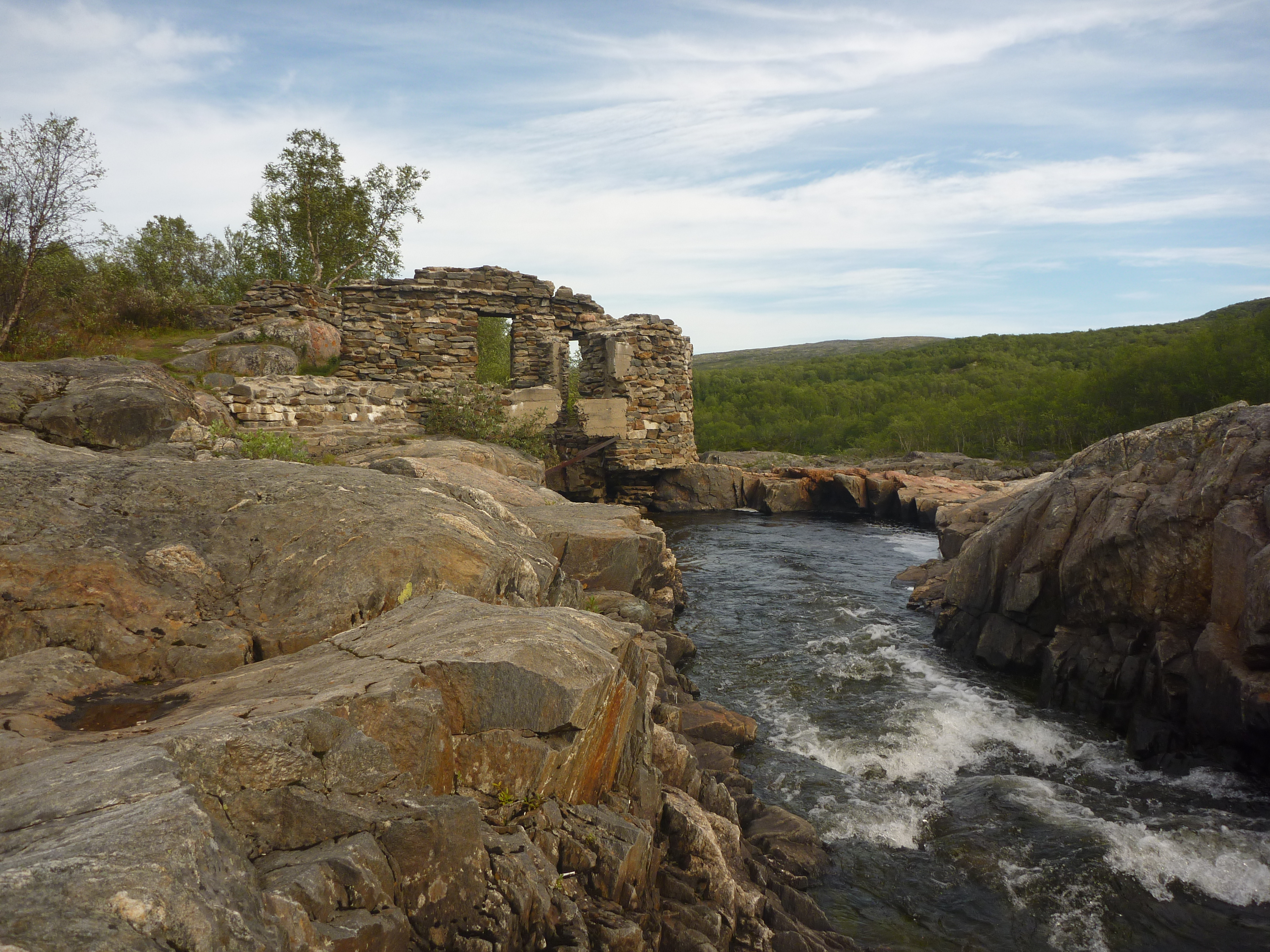
Разрушенная ГЭС
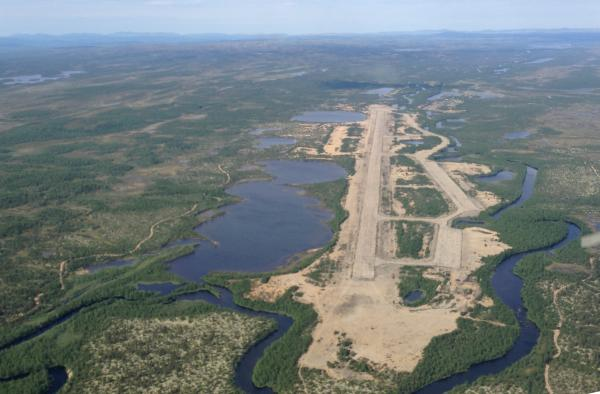
Река около недействующего аэродрома Кошка-Явр